# أمارو ماسيدو
أمارو ماسيدو (بالبرتغالية: Amaro Macedo) هو عالم نبات برازيلي، ولد في 10 مايو 1914 في Campina Verde ‏ في البرازيل، وتوفي في 27 يونيو 2014 في إتويوتابا في البرازيل.